# Vietnam International 2008
Die Vietnam International 2008 im Badminton fanden vom 1. bis zum 6. Juli 2008 in Ho-Chi-Minh-Stadt statt.

## Sieger und Platzierte
| Disziplin    | Gold                               | Silber                            | Bronze                                     |
| ------------ | ---------------------------------- | --------------------------------- | ------------------------------------------ |
| Herreneinzel | Nguyễn Tiến Minh                   | Chong Wei Feng                    | Tanongsak Saensomboonsuk                   |
| Herreneinzel | Nguyễn Tiến Minh                   | Chong Wei Feng                    | Chetan Anand                               |
| Dameneinzel  | Lydia Cheah Li Ya                  | Hung Shih-han                     | Chanida Julrattanamanee                    |
| Dameneinzel  | Lydia Cheah Li Ya                  | Hung Shih-han                     | Anita Raj Kaur                             |
| Herrendoppel | Hong Chieng Hun Ng Kean Kok        | Razif Abdul Latif Chan Peng Soon  | Hiroyuki Endo Kenichi Hayakawa             |
| Herrendoppel | Hong Chieng Hun Ng Kean Kok        | Razif Abdul Latif Chan Peng Soon  | Patipat Chalardchaleam Nuttaphon Narkthong |
| Damendoppel  | Liu Fan Frances Vanessa Neo Yu Yan | Shinta Mulia Sari Yao Lei         | Savitree Amitrapai Vacharaporn Munkit      |
| Damendoppel  | Liu Fan Frances Vanessa Neo Yu Yan | Shinta Mulia Sari Yao Lei         | Komala Dewi Debby Susanto                  |
| Mixed        | Lim Khim Wah Ng Hui Lin            | Razif Abdul Latif Chong Sook Chin | Tan Wee Kiong Woon Khe Wei                 |
| Mixed        | Lim Khim Wah Ng Hui Lin            | Razif Abdul Latif Chong Sook Chin | Wang Chia-min Wang Pei-rong                |